# Andoumont
Andoumont est un village de la commune belge de Sprimont situé en Région wallonne dans la province de Liège.
Ce village faisait partie de l'ancienne commune de Gomzé-Andoumont et se trouve à proximité de la côte des Forges.

## Description
Andoumont est un petit village à vocation agricole bâti au-dessus du versant oriental de la vallée du ruisseau de Mosbeux. Plusieurs importantes fermes sont d'ailleurs encore présentes dans la localité ainsi que deux châteaux et plusieurs anciennes maisons en pierre calcaire dont les plus anciennes datent du XVIIe siècle. De nombreuses habitations plus récentes ont été bâties dans des quartiers résidentiels implantés au nord (Croix Henrard) et à l'est du village.

## Patrimoine
L'ensemble en pierre calcaire situé au no 91 de la rue d'Andoumont (centre de la localité) est composé d'un corps de logis de trois niveaux (deux étages) sur hautes caves et de cinq travées bâti vers 1750. L'accès à la porte d'entrée en travée centrale se fait par un perron à escalier double. À gauche de ce corps de logis, se trouve un bâtiment d'un seul niveau de six travées. Ces bâtiments sont précédés d'un haut mur en pierre calcaire percé par une grille entourée de piliers à refends et comprenant une fontaine avec bac en pierre bleue sous un arc en brique.